# Ytterhogdals IK
Ytterhogdals IK är en fotbollsklubb i Ytterhogdal, grundad 1921. Klubben spelar i Division 2 Norrland sedan 2018.
Klubben har ett samarbete med Östersunds FK och hade 2017 fem spelare från England. 2015–2016 spelade engelske Curtis Edwards i Ytterhogdal, då i Division 3, varefter han lånades till Östersunds FK och skrev inom kort allsvenskt kontrakt med ÖFK och sedermera Djurgårdens IF.

## Spelare

### Spelartruppen
| Nr | Land          | Pos | Namn              |
| -- | ------------- | --- | ----------------- |
| 1  | Kanada        | MV  | Henrik Regitnig   |
| 2  | Brasilien     | F   | Sandro            |
| 3  | Nederländerna | F   | Jelaino Fonseca   |
| 4  | England       | F   | Jenson Jones      |
| 5  | Danmark       | F   | Olliver Fleggaard |
| 6  | Frankrike     | F   | Omar Dembele      |
| 7  | Belgien       | MF  | Teddy Johnson     |
| 8  | Italien       | F   | Hamza louhbab     |
| 9  | Sverige       | A   | William Nordell   |

| Nr | Land          | Pos | Namn              |
| -- | ------------- | --- | ----------------- |
| 11 | Finland       | MF  | Masee Karimi      |
| 13 | Finland       | A   | Santeri Surkka    |
| 15 | Nederländerna | F   | Roshendrik Ortela |
| 18 | Belgien       | A   | Ragib Alassan     |
| 20 | Finland       | MF  | Jimi Kovalainen   |
| 23 | Finland       | MF  | Niila Forsell     |
| 24 | Belgien       | A   | Anas Bouzerda     |
| 25 | Finland       | MV  | Jonne Uronen      |